# Rencontre de boxe chez Sharkey
Rencontre de boxe chez Sharkey (en anglais : Stag at Sharkey's) est une peinture de l'artiste américain George Bellows, réalisée en 1909.

## Description
Rencontre de boxe chez Sharkey est une peinture à l'huile figurant au centre deux boxeurs blancs durant un engagement tandis que l'arbitre tente de s'interposer. La scène se joue au milieu d'un ring autour duquel se tient le public.

## Historique
George Bellows peint Rencontre de boxe chez Sharkey en 1909.
La scène se déroule à New York dans un atletic's club appelé Sharkey's. S'y déroulaient des matchs durant lesquels on pariait par le biais de bookmakers. Les deux boxeurs représentés ici ne sont pas des professionnels de la boxe anglaise, mais des amateurs appelés en argot américain stag d'où le titre originel de la toile.
Le style de Bellows s'inscrit dans la lignée du réalisme américain, très marqué ici par l'expressionnisme, surtout au niveau du visage du boxeur de gauche, effet graphique qui suggère la vitesse et la violence du combat. 
Le tableau est conservé au Cleveland Museum of Art de Cleveland, aux États-Unis.